# Tutufa
Tutufa là một chi ốc biển, là động vật thân mềm chân bụng sống ở biển trong họ Bursidae.

## Các loài
Các loài trong chi Tutufa gồm có:
- Tutufa bardeyi (Jousseaume, 1881)[2]
- Tutufa bubo (Linnaeus, 1758)[3]
- Tutufa bufo (Röding, 1798)[4]
- Tutufa tenuigranosa (E.A. Smith, 1914)[5]
- Tutufa boholica Beu, 1987[6]
- Tutufa nigrita Mühlhäusser & Blöcher, 1979[7]
- Tutufa oyamai (Habe, 1973)[8]
- Tutufa rubeta (Linnaeus, 1758)[9]
- Tutufa bubo [10]
- Tutufa rubeta [11]